# Carlotta Brabantina di Nassau
Carlotta Brabantina di Nassau (Anversa, 17 settembre 1580 – Château-Renard, agosto 1631) fu una principessa di Orange.

## Biografia
Era la figlia di Guglielmo I d'Orange, e della sua terza moglie, Carlotta di Borbone-Montpensier.
Con la sorella Elisabetta e la matrigna Louise de Coligny si recò a Parigi nel 1593.

## Matrimonio
Al matrimonio della sorella con Enrico de La Tour d'Auvergne, Carlotta Brabantina conobbe il cugino di suo cognato, Claudio de La Trémoille. La coppia si sposò l'11 marzo 1598.
Ebbero quattro figli:
- Enrico (22 dicembre 1598–21 gennaio 1674), duca di Thouars, duca di La Tremoille, principe di Talmond e di Taranto;
- Charlotte, contessa di Derby (1599–Ormskirk, 22 marzo 1664);
- Elisabetta (1601–1604);
- Federico (1602–1642), conte di Laval.

La sua immagine ebbe un ruolo significativo nella diplomazia dei protestanti francesi. Fu in grado di dissuadere suo marito dal partecipare alla cospirazione del duca di Biron contro il re Enrico IV e di sollecitare la lealtà verso il re.
Dopo solo sei anni di matrimonio, Carlotta Brabantina rimase vedova e trascorse gran parte della sua vita con sua sorella Elisabetta.

## Antenati
|                                  |                          |                                  | Genitori                         |  |  | Nonni |  |  | Bisnonni                        |  |  | Trisnonni                        |  |
|                                  |                          |                                  |                                  |  |  |       |  |  | Giovanni V di Nassau-Dillenburg |  |  | Giovanni IV di Nassau-Dillenburg |  |
|                                  |                          |                                  |                                  |  |  |       |  |  | Giovanni V di Nassau-Dillenburg |  |  | Giovanni IV di Nassau-Dillenburg |  |
|                                  |                          | Maria di Loon-Heinsberg          |                                  |  |  |       |  |  | Giovanni V di Nassau-Dillenburg |  |  |                                  |  |
| Guglielmo I di Nassau-Dillenburg |                          |                                  |                                  |  |  |       |  |  | Giovanni V di Nassau-Dillenburg |  |  |                                  |  |
|                                  |                          | Elisabetta d'Assia-Marburg       | Enrico III d'Assia-Marburg       |  |  |       |  |  |                                 |  |  |                                  |  |
|                                  |                          | Elisabetta d'Assia-Marburg       | Enrico III d'Assia-Marburg       |  |  |       |  |  |                                 |  |  |                                  |  |
|                                  |                          | Elisabetta d'Assia-Marburg       | Anna di Ketznelnbogen            |  |  |       |  |  |                                 |  |  |                                  |  |
| Guglielmo I d'Orange             |                          | Elisabetta d'Assia-Marburg       |                                  |  |  |       |  |  |                                 |  |  |                                  |  |
|                                  |                          | Bodo VIII di Solberg-Wernigerode | Enrico IX di Stolberg            |  |  |       |  |  |                                 |  |  |                                  |  |
|                                  |                          | Bodo VIII di Solberg-Wernigerode | Enrico IX di Stolberg            |  |  |       |  |  |                                 |  |  |                                  |  |
|                                  |                          | Bodo VIII di Solberg-Wernigerode | Margherita di Mansfeld           |  |  |       |  |  |                                 |  |  |                                  |  |
| Giuliana di Stolberg             |                          | Bodo VIII di Solberg-Wernigerode |                                  |  |  |       |  |  |                                 |  |  |                                  |  |
|                                  |                          | Anna di Eppstein-Königstein      | Filippo I di Eppstein-Königstein |  |  |       |  |  |                                 |  |  |                                  |  |
|                                  |                          | Anna di Eppstein-Königstein      | Filippo I di Eppstein-Königstein |  |  |       |  |  |                                 |  |  |                                  |  |
|                                  |                          | Anna di Eppstein-Königstein      | Luisa de La Marc                 |  |  |       |  |  |                                 |  |  |                                  |  |
| Carlotta Brabantina di Nassau    |                          | Anna di Eppstein-Königstein      |                                  |  |  |       |  |  |                                 |  |  |                                  |  |
|                                  | Luigi di Borbone-Vendôme | Giovanni VIII di Borbone-Vendôme |                                  |  |  |       |  |  |                                 |  |  |                                  |  |
|                                  | Luigi di Borbone-Vendôme | Giovanni VIII di Borbone-Vendôme |                                  |  |  |       |  |  |                                 |  |  |                                  |  |
|                                  | Luigi di Borbone-Vendôme | Isabella di Beauvau              |                                  |  |  |       |  |  |                                 |  |  |                                  |  |
| Luigi III di Montpensier         | Luigi di Borbone-Vendôme |                                  |                                  |  |  |       |  |  |                                 |  |  |                                  |  |
|                                  |                          | Luisa di Borbone-Montpensier     | Gilberto di Borbone-Montpensier  |  |  |       |  |  |                                 |  |  |                                  |  |
|                                  |                          | Luisa di Borbone-Montpensier     | Gilberto di Borbone-Montpensier  |  |  |       |  |  |                                 |  |  |                                  |  |
|                                  |                          | Luisa di Borbone-Montpensier     | Chiara Gonzaga                   |  |  |       |  |  |                                 |  |  |                                  |  |
| Carlotta di Borbone-Montpensier  |                          | Luisa di Borbone-Montpensier     |                                  |  |  |       |  |  |                                 |  |  |                                  |  |
|                                  |                          | Giovanni IV di Longwy            | Filippo di Longvy                |  |  |       |  |  |                                 |  |  |                                  |  |
|                                  |                          | Giovanni IV di Longwy            | Filippo di Longvy                |  |  |       |  |  |                                 |  |  |                                  |  |
|                                  |                          | Giovanni IV di Longwy            | Giovanna di Bauffremont          |  |  |       |  |  |                                 |  |  |                                  |  |
| Giacomina di Longwy              |                          | Giovanni IV di Longwy            |                                  |  |  |       |  |  |                                 |  |  |                                  |  |
|                                  |                          | Giovanna d'Angoulême             | Carlo di Valois-Angoulême        |  |  |       |  |  |                                 |  |  |                                  |  |
|                                  |                          | Giovanna d'Angoulême             | Carlo di Valois-Angoulême        |  |  |       |  |  |                                 |  |  |                                  |  |
|                                  |                          | Giovanna d'Angoulême             | Antonietta di Polignac           |  |  |       |  |  |                                 |  |  |                                  |  |
|                                  |                          | Giovanna d'Angoulême             |                                  |  |  |       |  |  |                                 |  |  |                                  |  |